# 二月二十二日运动
二月二十二日运动（法語：Mouvement 22 de fevrier，缩写为M22）是刚果（布）的一个政治组织。该组织活跃于1972年—1973年，此后其游击队的根据地遭到突袭，大部分干部被捕，包括其领导人昂热·迪亚瓦拉。
1976年，在刚果领导人恩古瓦比的赦免下，一部分M22的成员重回公众视野并在政府中任职。M22一直是国家政治中的一股力量，直到1989年的党代会上他们被从中央委员会中移除。

## 历史

### 暴乱
M22分裂自执政党刚果劳动党的左翼势力。该运动遭到了暴力镇压，对被指控参与这场运动的人员的清洗对刚果共和国的政治影响深远。该国绝大多数的政治干部在反M22运动中遭到清洗。
该运动由刚果劳动党左翼派系的领袖昂热·迪亚瓦拉的追随者组成，他领导了一场发生于于1972年2月22日的针对马里安·恩古瓦比政府的未遂政变。该运动聚集了一批革命民族运动的前青年民兵。起义被镇压后，迪亚瓦拉和他的追随者重新集结并在普尔地区建立了游击根据地。迪亚瓦拉从切·格瓦拉和喀麦隆人民联盟汲取了灵感。“M22”这个名字来自在布拉柴维尔秘密流传的文件《M22的自我批评》（法語：Autocritique du M 22，由迪亚瓦拉所著）。在农村地区游击运动发展的同时，一个由学生活动家和军队组成的秘密城市反对派网络也在迪亚瓦拉的指导下逐渐发展起来。
1973年初，由于根据地被渗透，该运动的活动严重受挫。迪亚瓦拉和其他领导人逃亡扎伊尔。1973年2月23日，由于担心迪亚瓦拉会在1972年政变一周年时发动第二次政变，布拉柴维尔对所谓的迪亚瓦拉同谋进行了大规模逮捕。被捕人员中有许多著名人物、政治家和群众组织领袖。例如，前总理帕斯卡尔·利苏巴和时任信息部长西尔万·本巴均被判入狱。迪亚瓦拉和其他M22领导人被捕并被处决。他们被肢解的尸体在国家体育馆被展出。本巴在四月份的审判中承认自己参与了政变阴谋，并“因其国际地位”被判处缓刑三年。利苏巴则在审判中被判无罪，后来在1992年成为国家总统。

### 赦免后
1976年，由于1974年3月24日总罢工后，恩古瓦比宣布赦免，因此一些M22的持异见者重回公众视野。当时，卡米耶·布恩古是M22的领导人。
在刚果劳动党1979年的中央委员会中，有5位委员来自M22：卡米耶·布恩古、塞勒斯坦·戈马-富图上尉（他也是1974年中央委员会的成员）、贝努瓦·蒙代莱-恩戈洛、贝纳尔·孔博-马特肖纳和阿尔方斯·方吉。
在20世纪80年代后半期，M22反对实行结构调整计划。在1989年的党代会上，所有的M22成员都被从中央委员会中移除。此后，同年贝纳尔·孔博-马特肖纳当选国民议会议长（他是最后一个担任高级职务的M22成员）。

### 脚注
1. ↑  Bazenguissa-Ganga 1997，第220頁
2. ↑  Jean-Pascal-Quantin 1997, p. 178.
3. 1 2  Bazenguissa-Ganga 1997，第194–198, 201頁
4. ↑  Bazenguissa-Ganga 1997，第429頁
5. ↑  Rupture-Solidarité 1999，第113頁
6. 1 2  Tsiba 2009，第184頁
7. ↑  "Bemba, Sylvain (1934-1995)" in Historical Dictionary of Republic of the Congo, ed. by John F. Clark and Samuel Decalo (Scarecrow Press, 2012) p. 66
8. ↑  "Lissouba, Pascal (1931- )" in Historical Dictionary of Republic of the Congo, p. 254
9. ↑  Bazenguissa-Ganga 1997，第227, 252頁
10. ↑  Bazenguissa-Ganga 1997，第262–263頁
11. ↑  Bazenguissa-Ganga 1997，第285頁
12. ↑  Bazenguissa-Ganga 1997，第293頁
13. ↑  Bazenguissa-Ganga 1997，第297頁